# Beautiful Lie
"Beautiful Lie" é uma canção gravada pela cantora estadunidense Jennifer Paige e possui a participação do cantor Nick Carter. A canção foi composta por Carl Falk, Paige e Carter, tendo sido produzida pelo primeiro. "Beautiful Lie" foi lançada como o primeiro single de seu álbum de edição deluxe, Best Kept Secret. Comercialmente, alcançou a posição de número 19 na Alemanha e 49 na Áustria, tornando-o single com o maior número de entradas nas paradas de Best Kept Secret.

## Antecedentes e gravação
Jennifer Paige lançou o álbum Best Kept Secret em 25 de abril de 2008, contendo três singles. Posteriormente, o álbum foi relançado como uma edição deluxe em 20 de novembro de 2009. Sua lista de faixas contém além de canções novas, a faixa "Beautiful Lie", que tornou-se o single principal do relançamento do álbum. 
Paige comentou acerca da gravação de "Beautiful Lie", dizendo que a mesma foi divertida e que ela estava curiosa para saber como Nick Carter seria como pessoa no estúdio de gravação e concluiu dizendo: "fiquei agradavelmente surpresa com sua humildade e talento".

## Faixas e formatos
"Beautiful Lie" - CD single
1. "Beautiful Lie" — 3:22
2. "Beautiful Lie" (Extended Mix) — 4:11

## Desempenho nas tabelas musicais

### Posições semanais
| Tabela musical (2009)            | Melhor posição |
| -------------------------------- | -------------- |
| Áustria - Austrian Singles Chart | 49             |
| Alemanha - German Singles Chart  | 19             |